# Baisogala
Baisogala is een plaats in de gemeente Radviliškis in het Litouwse district Šiauliai. De plaats telt 2548 inwoners (2001).

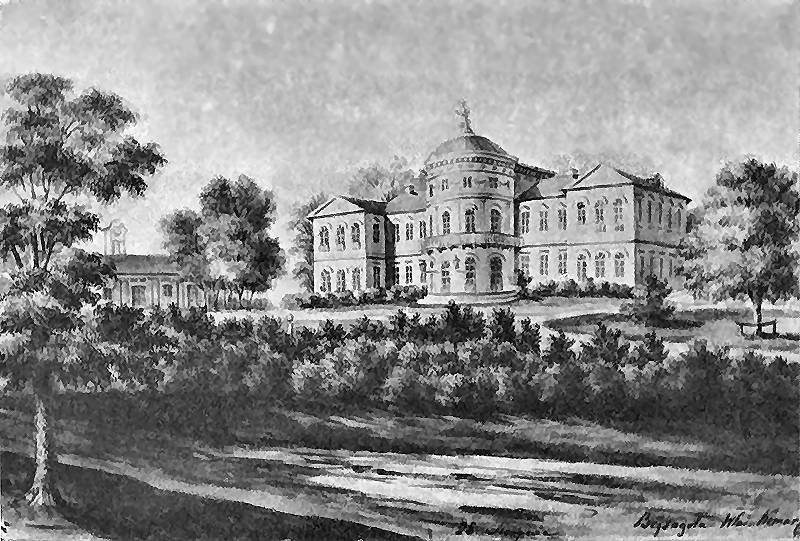
19e-eeuws kasteel